# Sanjacado de Herzegovina
El Sanjacado de Herzegovina (en turco: Hersek Sancağı; en serbocroata: Hercegovački sandžak) fue una unidad administrativa otomana fundada en 1470. Su sede se encontraba en Foča hasta 1572, cuando se trasladó a Taşlıca (Pljevlja). Inicialmente, el sanjacado formaba parte del Eyalato de Rumelia, pero tras su fundación en 1580, pasó a estar bajo la administración del Eyalato de Bosnia. 

## Historia

### SigloXV
En noviembre de 1481, Ayas, un general otomano, atacó Herceg Novi y la capturó probablemente a finales de enero de 1482. El sanjak se estableció entre 1483 y 1485. En 1485, Novi fue establecido como kadiluk del Sanjacado de Herzegovina.

### sigloXVI
En 1572, la sede del sanjacado se trasladó de Foča a Pljevlja. 
El Levantamiento del Banato (1594) contó con el apoyo de los metropolitanos ortodoxos serbios Rufim Njeguš de Cetiña y Visarion de Trebinje (s. 1590-1602). En 1596, las revueltas se extendieron al Montenegro otomano y a las tribus vecinas de Herzegovina, especialmente bajo la influencia del metropolitano Visarion. Un documento ragusano de principios de 1596 afirma que muchos jefes herzegovinos, junto con el metropolitano, se reunieron en el monasterio de Trebjesa, donde juraron «entregar y donar veinte mil héroes a la luz de los emperadores». En 1596, Grdan, voivoda de Nikšić, y el patriarca serbio Jovan Kantul (s. 1592-1614) lideraron los rebeldes contra los otomanos, pero fueron derrotados en el campo de Gacko en 1597 (véase el Levantamiento serbio de 1596-1597). Sin embargo, Grdan y el patriarca Jovan continuarían planeando revueltas contra los otomanos en los años siguientes.

### SigloXVIII
En 1737, Bogić Vučković y sus hermanos organizaron un levantamiento en Herzegovina durante la guerra ruso-turca (1735-1739). 

### SigloXIX
A principios del siglo XIX, el Eyalato de Bosnia era una de las provincias menos desarrolladas y más autónomas del Imperio. En 1831, el kapudan bosnio Husein Gradaščević ocupó Travnik, exigiendo autonomía y el fin de las reformas militares en Bosnia. Finalmente, explotando las rivalidades entre beys y kapudans, el gran visir logró separar las fuerzas herzegovinas, lideradas por Ali-paša Rizvanbegović, de las de Gradaščević. La revuelta fue aplastada y, en 1833, se creó un nuevo Eyalato de Herzegovina a partir de la parte sur del Eyalato de Bosnia y se le entregó a Rizvanbegović como recompensa por su contribución al aplastamiento del levantamiento. Esta nueva entidad duró sólo unos pocos años, siendo reintegrada al Eyalato de Bosnia después de la muerte de Rizvanbegović (1851). 
En marzo de 1852, el general otomano Omar Pasha decidió desarmar a los herzegovinos, lo que desató la indignación en la región. El jefe de los herzegovinos era Luka Vukalović. La negativa a entregar las armas provocó pequeños enfrentamientos entre herzegovinos y turcos (musulmanes eslavos locales), que a su vez desembocaron en un levantamiento liderado por Vukalović.
En 1875, estalló un levantamiento en Herzegovina, liderado por serbios locales contra sus señores bosnios otomanos que los trataron duramente e ignoraron las nuevas reformas anunciadas por el sultán Abdülmecid I. Los rebeldes recibieron ayuda con armas y voluntarios de los principados de Montenegro y Serbia, cuyos gobiernos finalmente declararon conjuntamente la guerra a los otomanos el 18 de junio de 1876, lo que llevó a la guerra serbo-turca (1876-1878) y la guerra montenegrina-otomana (1876-1878), que a su vez llevaron a la guerra ruso-turca (1877-1878) y la Gran Crisis Oriental. Un resultado de los levantamientos y las guerras fue el Congreso de Berlín en 1878, que dio a Montenegro y Serbia la independencia y la expansión territorial, mientras que Austria-Hungría ocupó Bosnia y Herzegovina durante 30 años, mientras que todavía era territorio otomano de iure . La ocupación austrohúngara y la expansión montenegrina de la Antigua Herzegovina marcan el final del Sanjacado de Herzegovina.